# Illes Frisones

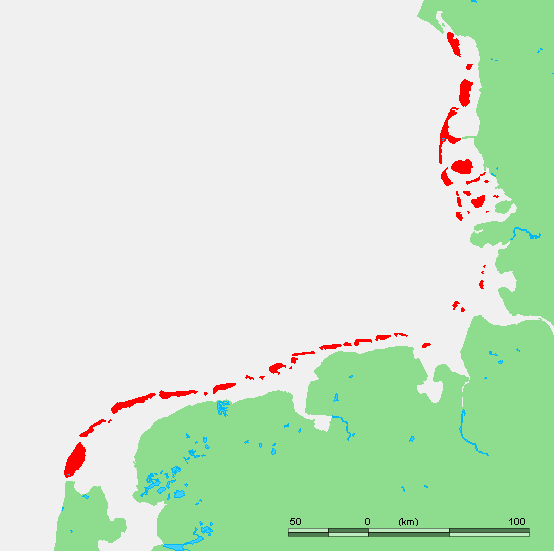
Illes Frisones

Les Illes Frisones són una cadena d'illes i illots que corre paral·lela a la costa occidental d'Europa des del nord dels Països Baixos fins al sud-oest de Dinamarca passant per Alemanya, contingudes en el territori de l'antiga Frísia, d'on reben el nom. Separen el mar del Nord del mar de Wadden. Aquest darrer, en buidar-se amb la marea baixa, permet l'accés a peu a alguna de les Illes Frisones.
Constituïdes per terrenys sorrencs i argilosos, tenen molt poca alçada i són de morfologia molt canviant. L'acció de l'onatge i els temporals excepcionals poden engrandir-les o fer-les desaparèixer, o ajuntar-ne unes i d'altres (com fou el cas de Texel i Eierland).
Tot i que antigament basaven la seva economia en l'agricultura (escassa), la ramaderia (vaques i xais) i la pesca, actualment el turisme hi és una font d'ingressos fonamental.
Es classifiquen en tres grups:
- Illes Frisones occidentals: des del nord d'Holanda (Texel) fins a Rottumeroog, a ponent de l'estuari del'Ems; administrativament pertanyents als Països Baixos.
- Illes Frisones orientals: des de l'estuari de l'Ems fins al del Weser; pertanyents a Alemanya.
- Illes Frisones septentrionals: des de la desembocadura de l'Elba cap al nord, fins a l'alçada d'Esbjerg, paral·leles a la costa de Jutlàndia. Administrativament, es troben separades entre Alemanya i Dinamarca.